# Campeonato Descentralizado 1986
El Campeonato Descentralizado 1986 fue la LX edición del torneo, con la participación de treinta equipos en Campeonatos Regionales. La temporada comenzó en 1986, pero terminó a inicios de 1987. El campeón nacional fue el San Agustín.

## Ascensos y descensos
Hubo 14 Descensos en la temporada 1985 a la Intermedia 1985, de los cuales 9 equipos retornaron y ascendieron otros 4 en dicho torneo, adicionalmente también ascendió el campeón de la Copa Perú 1985, manteniéndose la cantidad de 30 equipos en aquel año.
| Posición | Descensos y Retornos del Intermedia 1985 |
| -------- | ---------------------------------------- |
| 9°       | Unión Huaral (Z. Metrop.) (R)            |
| 10°      | Juventud La Joya (Z. Metrop.) (R)        |
| 11°      | Dep. San Agustín (Z. Metrop.) (R)        |
| 6°       | Atlético Torino (Z. Norte (R)            |
| 3° (PR)  | Deportivo Cooptrip (Z. Centro) (R)       |
| 4°       | Defensor ANDA (Z. Centro) (R)            |
| 5°       | León de Huánuco (Z. Centro) (R)          |
| 4°       | Cienciano (Z. Sur) (R)                   |
| 5°       | Atlético Huracán (Z. Sur) (R)            |
| 12°      | Atlético Chalaco (Z. Metrop.) (D)        |
| 4°       | Sport Pilsen (Z. Norte) (D)              |
| 5°       | José Gálvez FBC (Z. Norte) (D)           |
| 6°       | Chanchamayo FC (Z. Centro) (D)           |
| 6°       | Diablos Rojos (Z. Sur) (D)               |

| Posición | Ascensos de la Copa Perú e Intermedia 1985 |
| -------- | ------------------------------------------ |
| 1°       | Hungaritos Agustinos (C. Perú)             |
| 1°       | Guardia Republicana (Z. Metrop. L.P.)      |
| 1°       | Atlético Grau (Z. Norte)                   |
| 2°       | Unión Minas (Z. Centro)                    |
| 2°       | Mariscal Nieto (Z. Sur)                    |

### Tabla Resumen Ascensos y Descensos
| Temporada | Ascenso/Descenso                                  | Metropolitano               | Norte                                         | Centro            | Sur               |
| --------- | ------------------------------------------------- | --------------------------- | --------------------------------------------- | ----------------- | ----------------- |
| 1985      | Descendidos a la Intermedia 1985                  | 12° Atlético Chalaco        | 4° Sport Pilsen 5° José Gálvez FBC            | 6° Chanchamayo FC | 6° Diablos Rojos  |
| 1986      | Ascendidos de Copa Perú 1985 y la Intermedia 1985 | 1° L.P. Guardia Republicana | 1° C.P. Hungaritos Agustinos 1° Atlético Grau | 2° Unión Minas    | 2° Mariscal Nieto |

- Antes de iniciar la Intermedia 1985, en la temporada anterior, el club Deportivo Cooptrip se cambió de nombre a Deportivo Pucallpa.
- Antes de Iniciar la temporada, el Huancayo FC retornó a su nombre anterior Deportivo Junín.

## Equipos participantes
- Alfonso Ugarte.
- Alianza Lima.
- Asociación Deportiva Tarma.
- Atlético Grau.
- Atlético Huracán.
- Atlético Torino.
- Carlos Mannucci.
- Cienciano.
- CNI.
- Coronel Bolognesi.
- Defensor ANDA.
- Deportivo Junín.
- Deportivo Municipal.
- Deportivo Pucallpa.
- Guardia Republicana.
- Hungaritos Agustinos.
- Juventud La Joya.
- Juventud La Palma.
- León de Huánuco.
- Los Espartanos.
- Mariscal Nieto.
- Melgar.
- Octavio Espinosa.
- San Agustín.
- Sport Boys.
- Sporting Cristal.
- Unión Huaral.
- Unión Minas.
- Universitario.
- UTC.

## Formato
El Descentralizado 1986 se jugará con treinta equipos, el cual será dividido en dos etapas, el Torneo Regional y el Torneo Descentralizado.
El Torneo Regional será dividido en dos etapas, los cuales serán la fase de grupos, y los mejores equipos de la fase de grupos jugarán la Liguilla Regional para definir al campeón del Torneo Regional. Los grupos serán Metropolitano, Norte Centro y Sur; de los cuales sólo el primero estará compuesto por doce equipos, mientras que los tres restantes, por cuatro c/u.
Los seis primeros del Grupo Metropolitano clasificarán automáticamente al Torneo Descentralizado junto con los tres primeros de los tres grupos restantes. Los equipos ubicados en la séptima, octava y novena posición del Grupo Metropolitano deberán jugar el repechaje con el equipo ubicado en cuarta posición de c/u de los tres grupos restantes. El séptimo del Grupo Metropolitano se enfrentará con el segundo mejor cuarto, mientras que el octavo del Grupo Metropolitano se enfrentará con el mejor cuarto, y el noveno del Grupo Metropolitano se enfrentará con el peor cuarto; todos se enfrentarán en partidos de ida y vuelta, y el equipo que obtenga más puntos clasifica directamente al Torneo Descentralizado, en caso de quedar igualados en puntos, la cosa se definirá mediante la ronda de los penales (no existe la diferencia de gol). Los cuatro primeros del Grupo Metropolitano clasificarán automáticamente a la Liguilla Regional, juntos con los dos primeros de los tres grupos restantes, y también junto con el mejor tercero. Los tres últimos del Grupo Metropolitano junto con los dos últimos de los tres grupos restantes, descenderán automáticamente a la Intermedia 1987.
La Liguilla Regional se disputará desde una ronda preliminar en el cual los equipos se enfrentarán entre sí en un único partido y los ganadores clasificarán automáticamente a los cuartos de final. Todos los partidos de la Liguilla Regional se jugarán en un único partido (en donde los equipos tendrán que eliminarse entre sí), de quedar igualados, la llave se definirá desde la ronda de los penales (desde la ronda preliminar hasta la final). La ronda preliminar constará con seis equipos. En el primer partido de la ronda preliminar se enfrentarán el tercero del Grupo Metropolitano con el mejor tercero de los tres grupos restantes, y el ganador de este partido clasificará a los cuartos de final en donde se enfrentará al primero del Grupo Centro; en el segundo partido de la ronda preliminar se enfrentarán el segundo del Grupo Sur con el cuarto del Grupo Metropolitano, y el ganador clasificará a los cuartos de final en donde se enfrentará al primero del Grupo Sur; y el tercer y último partido de la ronda preliminar se enfrentarán el segundo del Grupo Centro contra el segundo del Grupo Norte, y el ganador clasificará automáticamente a los cuartos de final en donde se enfrentará al segundo del Grupo Metropolitano. Los cuartos de final tendrán el siguiente formato: en el primer partido se enfrentarán el primero del Grupo Centro contra el ganador del partido entre el tercero del Grupo Metropolitano y el mejor tercero, en el segundo partido se enfrentarán el primero del Grupo Sur contra el ganador del partido entre el segundo del Grupo Sur y el cuarto del Grupo metropolitano, en el tercer partido se enfrentarán el segundo del Grupo metropolitano contra el ganador del partido entre el segundo del Grupo Centro y el segundo del Grupo Metropolitano, y en el cuarto partido se enfrentarán el primero del Grupo Metropolitano contra el primero del Grupo Norte. Las semifinales tendrán el siguiente formato: en el primer partido se enfrentarán el ganador del primer partido de los cuartos de final contra el ganador del segundo partido de los cuartos de final, y el ganador clasificará automáticamente a la final; y en el segundo partido se enfrentarán el ganador del tercer partido de los cuartos de final contra el ganador del cuarto partido de los cuartos de final, y el ganador clasificará automáticamente a la final. Y la final tendrá el siguiente formato: la final será jugada entre los ganadores de las semifinales para así definir al campeón del Torneo Regional. El campeón del Torneo Regional jugará el Play-off contra el campeón del Torneo Descentralizado para definir al campeón nacional.
El Torneo Descentralizado será jugado con dieciocho equipos, los cuales serán divididos en tres grupos de seis equipos c/u, donde se enfrentarán entre sí en una liguilla en partidos de ida y vuelta. Los dos primeros de cada grupo clasificarán automáticamente a la Liguilla Final.
En la Liguilla Final se enfrentarán los dos primeros de cada grupo, que en total harán seis equipos, los cuales se enfrentarán en una liguilla a partido único. Y el equipo que más puntos obtenga, será el campeón del Torneo Descentralizado, el cual tendrá que enfrentarse en el play-off al ganador del Torneo Regional para definir al campeón nacional.
El Play-off lo jugarán el campeón del Torneo Regional contra el campeón del Torneo Descentralizado en un único partido.
El campeón nacional y el subcampeón nacional clasificarán automáticamente a la Copa Libertadores 1987.
Se otorgarán 2 puntos por partidos ganados, 1 punto por partidos perdidos y 0 puntos por partidos perdidos

## Torneo Regional

### Grupo Metropolitano
| P  | Equipo                 | PJ | PG | PE | PP | GF | GC | DG  | Ptos. |
| -- | ---------------------- | -- | -- | -- | -- | -- | -- | --- | ----- |
| 1  | Sporting Cristal *     | 22 | 12 | 9  | 1  | 34 | 17 | +17 | 33    |
| 2  | Alianza Lima *         | 22 | 12 | 4  | 6  | 30 | 14 | +16 | 28    |
| 3  | San Agustín **         | 22 | 12 | 4  | 6  | 30 | 20 | +10 | 28    |
| 4  | Deportivo Municipal ** | 22 | 12 | 3  | 7  | 33 | 21 | +12 | 27    |
| 5  | Universitario          | 22 | 9  | 8  | 5  | 24 | 19 | +5  | 26    |
| 6  | Octavio Espinosa       | 22 | 8  | 7  | 7  | 17 | 16 | +1  | 23    |
| 7  | Juventud La Palma      | 22 | 8  | 5  | 9  | 25 | 30 | -5  | 21    |
| 8  | Unión Huaral           | 22 | 6  | 6  | 10 | 24 | 30 | -6  | 18    |
| 9  | Sport Boys             | 22 | 6  | 6  | 10 | 21 | 29 | -8  | 18    |
| 10 | Juventud La Joya       | 22 | 4  | 7  | 11 | 20 | 30 | -10 | 15    |
| 11 | Guardia Republicana    | 22 | 5  | 5  | 12 | 18 | 29 | -11 | 15    |
| 12 | CNI                    | 22 | 2  | 8  | 12 | 14 | 35 | -21 | 12    |

|  | Clasificado a la Liguilla Regional 1986. Clasificado al Torneo Descentralizado 1986. |
|  | Clasificado al Torneo Descentralizado 1986.                                          |
|  | Repechaje para clasificar al Torneo Descentralizado 1986.                            |
|  | Pasa a Intermedia 1986                                                               |

* Sporting Cristal y Alianza Lima clasifican automáticamente a los cuartos de final de la Liguilla Regional 1986.
** San Agustín y Deportivo Municipal clasifica a la ronda preliminar de la Liguilla Regional 1986.

### Grupo Norte
| P | Equipo                  | PJ | PG | PE | PP | GF | GC | DG  | Ptos. |
| - | ----------------------- | -- | -- | -- | -- | -- | -- | --- | ----- |
| 1 | UTC *                   | 15 | 10 | 2  | 3  | 31 | 11 | +20 | 22    |
| 2 | Hungaritos Agustinos ** | 15 | 7  | 4  | 4  | 20 | 14 | +6  | 18    |
| 3 | Atlético Grau           | 15 | 4  | 8  | 3  | 8  | 13 | -5  | 16    |
| 4 | Los Espartanos          | 15 | 4  | 5  | 6  | 14 | 23 | -9  | 13    |
| 5 | Carlos Mannucci         | 15 | 3  | 6  | 6  | 9  | 16 | -7  | 12    |
| 6 | Atlético Torino         | 15 | 3  | 3  | 9  | 17 | 22 | -5  | 9     |

|  | Clasificado a la Liguilla Regional 1986. Clasificado al Torneo Descentralizado 1986. |
|  | Clasificado al Torneo Descentralizado 1986.                                          |
|  | Repechaje para clasificar al Torneo Descentralizado 1986.                            |
|  | Pasa a Intermedia 1986                                                               |

* UTC clasifica automáticamente a los cuartos de final de la Liguilla Regional 1986.
** Hungaritos Agustinos clasifica a la ronda preliminar de la Liguilla Regional 1986.

### Grupo Centro
| P | Equipo                        | PJ | PG | PE | PP | GF | GC | DG | Ptos. |
| - | ----------------------------- | -- | -- | -- | -- | -- | -- | -- | ----- |
| 1 | Deportivo Pucallpa *          | 15 | 9  | 2  | 4  | 20 | 15 | +5 | 20    |
| 2 | Asociación Deportiva Tarma ** | 15 | 7  | 4  | 4  | 21 | 13 | +8 | 18    |
| 3 | Defensor ANDA                 | 15 | 7  | 3  | 5  | 18 | 18 | 0  | 17    |
| 4 | Unión Minas                   | 15 | 5  | 6  | 4  | 18 | 15 | +3 | 16    |
| 5 | León de Huánuco               | 15 | 3  | 4  | 8  | 12 | 19 | -7 | 10    |
| 6 | Deportivo Junín               | 15 | 2  | 5  | 8  | 8  | 17 | -9 | 9     |

- Antes de Iniciar la Intermedia 1985 Zona Centro, en la Temporada Anterior, El Deportivo Cooptrip se Cambió de Nombre a Club Deportivo Pucallpa.
- Antes de Iniciar la Temporada, El Huancayo FC Retornó a su Nombre Anterior Deportivo Junín.

|  | Clasificado a la Liguilla Regional 1986. Clasificado al Torneo Descentralizado 1986. |
|  | Clasificado al Torneo Descentralizado 1986.                                          |
|  | Repechaje para clasificar al Torneo Descentralizado 1986.                            |
|  | Pasa a Intermedia 1986                                                               |

* Deportivo Pucallpa clasifica automáticamente a los cuartos de final de la Liguilla Regional 1986.
** Asociación Deportiva Tarma clasifica a la ronda preliminar de la Liguilla Regional 1986.

### Grupo Sur
| P | Equipo               | PJ | PG | PE | PP | GF | GC | DG  | Ptos. |
| - | -------------------- | -- | -- | -- | -- | -- | -- | --- | ----- |
| 1 | Melgar *             | 15 | 12 | 2  | 1  | 24 | 6  | +18 | 26    |
| 2 | Cienciano **         | 15 | 6  | 4  | 5  | 21 | 16 | +5  | 16    |
| 3 | Coronel Bolognesi ** | 15 | 5  | 5  | 5  | 17 | 15 | +2  | 15    |
| 4 | Alfonso Ugarte       | 15 | 4  | 7  | 4  | 15 | 15 | 0   | 15    |
| 5 | Mariscal Nieto       | 15 | 3  | 4  | 8  | 8  | 13 | -5  | 10    |
| 6 | Atlético Huracán     | 15 | 1  | 6  | 8  | 7  | 27 | -20 | 8     |

|  | Clasificado a la Liguilla Regional 1986. Clasificado al Torneo Descentralizado 1986. |
|  | Repechaje para clasificar al Torneo Descentralizado 1986.                            |
|  | Pasa a Intermedia 1986                                                               |

* Melgar clasifica automáticamente a los cuartos de final de la Liguilla Regional 1986.
** Cienciano y Coronel Bolognesi clasifican a la ronda preliminar de la Liguilla Regional 1986.

### Repechaje
| Sport Boys | 0 - 0 1 pto. - 1 pto.         | Los Espartanos |
| Los Espartanos | 1 (7) - 1 (8) 1 pto. - 1 pto. | Sport Boys     |
| Al terminar igualados con 2 puntos c/u, la cosa se definió mediante la ronda de penales, y Sport Boys clasifica al Torneo Descentralizado 1986. |                               |                |

| Unión Huaral | 4 - 1 2 ptos. - 0 ptos.         | Unión Minas  |
| Unión Minas | 4 (3) - 0 (2) 2 ptos. - 0 ptos. | Unión Huaral |
| Al terminar igualados con 2 puntos c/u, la cosa se definió mediante la ronda de penales, y Unión Minas clasifica al Torneo Descentralizado 1986. |                                 |              |

| Juventud La Palma | 1 - 0 2 ptos. - 0 ptos.         | Alfonso Ugarte    |
| Alfonso Ugarte | 3 (2) - 0 (3) 2 ptos. - 0 ptos. | Juventud La Palma |
| Al terminar igualados con 2 puntos c/u, la cosa se definió mediante la ronda de penales, y Juventud La Palma clasifica al Torneo Descentralizado 1986. |                                 |                   |

### Liguilla Regional
(1M): 1.º del Grupo Metropolitano.
(2M): 2.º del Grupo Metropolitano.
(3M): 3.º del Grupo Metropolitano.
(4M): 4.º del Grupo Metropolitano.
(1N): 1.º del Grupo Norte.
(2N): 2.º del Grupo Norte.
(1C): 1.º del Grupo Centro.
(2C): 2.º del Grupo Centro.
(1S): 1.º del Grupo Sur.
(2S): 2.º del Grupo Sur.
(3S): 3.º del Grupo Sur.

#### Ronda Preliminar
| San Agustín (3M)                                                                    | 1 - 0 | (3S) Coronel Bolognsei |
| San Agustín clasifica a los cuartos de final y jugará contra el Deportivo Pucallpa. |       |                        |

| Cienciano (2S)                                                                  | 0 - 4 | (4M) Deportivo Municipal |
| Deportivo Municipal clasifica a los cuartos de final y jugará contra el Melgar. |       |                          |

| Asociación Deportiva Tarma (2C)                                                        | 0 - 2 | (2N) Hungaritos Agustinos |
| Hungaritos Agustinos clasifica a los cuartos de final y jugará contra el Alianza Lima. |       |                           |

#### Cuartos de final
| Deportivo Pucallpa (1C)               | 0 - 3 | (3M) San Agustín |
| San Agustín clasifica a la semifinal. |       |                  |

| Melgar (1S)                                   | 0 (3) - 0 (4) | (4M) Deportivo Municipal |
| Deportivo Municipal clasifica a la semifinal. |               |                          |

| Alianza Lima (2M)                      | 0 (4) - 0 (2) | (2N) Hungaritos Agustinos |
| Alianza Lima clasifica a la semifinal. |               |                           |

| Sporting Cristal (1M)         | 0 (0) - 0 (3) | (1N) UTC |
| UTC clasifica a la semifinal. |               |          |

#### Semifinales
| San Agustín (3M)                  | 0 (4) - 0 (3) | (4M) Deportivo Municipal |
| San Agustín clasifica a la final. |               |                          |

| Alianza Lima (2M)                  | 0 (4) - 0 (3) | (1N) UTC |
| Alianza Lima clasifica a la final. |               |          |

#### Final
| San Agustín (3M) | 1 (3) - 1 (1) | (2M) Alianza Lima |
| San Agustín campeón del Torneo Regional y jugará el Play-off con el campeón del Torneo Descentralizado 1986 para definir al campeón nacional, y también clasifica automáticamente a la Copa Libertadores 1987. |               |                   |

## Torneo Descentralizado

### Grupo A
| P | Equipo            | PJ | PG | PE | PP | GF | GC | DG  | Ptos. |
| - | ----------------- | -- | -- | -- | -- | -- | -- | --- | ----- |
| 1 | Alianza Lima      | 10 | 6  | 2  | 2  | 25 | 6  | +19 | 14    |
| 2 | UTC               | 10 | 6  | 1  | 3  | 14 | 14 | 0   | 13    |
| 3 | Universitario     | 10 | 5  | 2  | 3  | 14 | 11 | +3  | 12    |
| 4 | Juventud La Palma | 10 | 3  | 2  | 5  | 9  | 15 | -6  | 8     |
| 5 | ADT               | 10 | 3  | 2  | 5  | 8  | 14 | -6  | 8     |
| 6 | Coronel Bolognesi | 10 | 2  | 1  | 7  | 6  | 16 | -10 | 5     |

|  | Clasificado a la Liguilla Final 1986. |

### Grupo B
| P | Equipo               | PJ | PG | PE | PP | GF | GC | DG  | Ptos. |
| - | -------------------- | -- | -- | -- | -- | -- | -- | --- | ----- |
| 1 | Deportivo Municipal  | 10 | 5  | 3  | 2  | 19 | 9  | +10 | 13    |
| 2 | San Agustín          | 10 | 4  | 5  | 1  | 11 | 4  | +7  | 13    |
| 3 | FBC Melgar           | 10 | 4  | 3  | 3  | 13 | 7  | +6  | 11    |
| 4 | Unión Minas          | 10 | 3  | 2  | 5  | 10 | 12 | -2  | 8     |
| 5 | Hungaritos Agustinos | 9  | 3  | 1  | 5  | 7  | 15 | -8  | 7     |
| 6 | Defensor ANDA        | 9  | 1  | 4  | 4  | 5  | 18 | -13 | 6     |

|  | Clasificado a la Liguilla Final 1986. |

* El partido entre Hungaritos Agustinos y el Defensor ANDA no se jugó debido a que ambos equipos ya no tenían chances de clasificar a la Liguilla Final 1986.

### Grupo C
| P | Equipo             | PJ | PG | PE | PP | GF | GC | DG | Ptos. |
| - | ------------------ | -- | -- | -- | -- | -- | -- | -- | ----- |
| 1 | Sporting Cristal   | 10 | 5  | 3  | 2  | 13 | 6  | +7 | 13    |
| 2 | Sport Boys         | 10 | 3  | 6  | 1  | 12 | 10 | +2 | 12    |
| 3 | Atlético Grau      | 10 | 3  | 4  | 3  | 13 | 11 | +2 | 10    |
| 4 | Octavio Espinosa   | 10 | 2  | 5  | 3  | 17 | 13 | +4 | 9     |
| 5 | Cienciano          | 10 | 3  | 2  | 5  | 11 | 18 | -7 | 8     |
| 6 | Deportivo Pucallpa | 10 | 3  | 2  | 5  | 12 | 20 | -8 | 8     |

|  | Clasificado a la Liguilla Final 1986. |

## Liguilla Final
Se jugó entre el 1 y 15 de febrero de 1987.
| P | Equipo              | PJ | PG | PE | PP | GF | GC | DG  | Ptos. |
| - | ------------------- | -- | -- | -- | -- | -- | -- | --- | ----- |
| 1 | Alianza Lima        | 5  | 4  | 1  | 0  | 9  | 1  | +8  | 9     |
| 2 | San Agustín         | 5  | 3  | 0  | 2  | 6  | 3  | +3  | 6     |
| 3 | Deportivo Municipal | 5  | 2  | 1  | 2  | 9  | 7  | +2  | 5     |
| 4 | Sport Boys          | 5  | 2  | 1  | 2  | 7  | 8  | -1  | 5     |
| 5 | Sporting Cristal    | 5  | 2  | 0  | 3  | 5  | 7  | -2  | 4     |
| 6 | UTC                 | 5  | 0  | 1  | 4  | 4  | 14 | -10 | 1     |

|  | Campeón del Torneo Descentralizado. Clasificado al Play-off por el Título Nacional con el Campeón de Liguilla Final 1986 y a la Copa Libertadores 1987. |

## Play-off
| Final del Campeonato Descentralizado 1986; 21 de febrero de 1987 | San Agustín | 1:0 (1:0) | Alianza Lima | Estadio Nacional, Lima                                     |                                                            |
|                                                                  | Pajuelo 15' | Reporte   |              | Asistencia: 35.317 espectadores Árbitro(s): Samuel Alarcón | Asistencia: 35.317 espectadores Árbitro(s): Samuel Alarcón |

| Campeón                |
| San Agustín 1.º título |

## Estadísticas

### Máximos goleadores
Lista con los máximos goleadores de la competencia.
| Jugador                                | Equipo                    | Goles |
| -------------------------------------- | ------------------------- | ----- |
| Juvenal Briceño                        | F. B. C. Melgar           | 22    |
| Anselmo Soto                           | U.T.C.                    | 19    |
| Eugenio La Rosa                        | Alianza Lima              | 17    |
| Eduardo Saavedra                       | Deportivo Municipal       | 16    |
| Héctor La Torre                        | Juventud La Palma         | 14    |
| Julio César Antón                      | Sporting Cristal          | 13    |
| Domingo Farfán                         | Octavio Espinosa          | 11    |
| Juan Illescas                          | Alianza Lima              | 11    |
| Luis Escobar                           | Alianza Lima              | 11    |
| Fidel Suárez                           | Universitario de Deportes | 10    |
| Pedro Lobon                            | Cienciano                 | 10    |
| Miguel Seminario                       | Universitario de Deportes | 10    |
| César Loyola                           | Sporting Cristal          | 9     |
| Jaime Drago                            | Universitario de Deportes | 9     |
| Luis Redher                            | Unión Huaral              | 9     |
| Alberto Castillo                       | Deportivo Municipal       | 8     |
| Andrés Gonzales                        | Sport Boys                | 8     |
| Raúl Mejía                             | San Agustín               | 8     |
| Mitsuo Alves                           | Sport Boys                | 8     |
| Jorge Cordero                          | Juventud La Joya          | 8     |
| Actualizado el 22 de noviembre de 2019 |                           |       |